# بني وليد (المغرب)
بني وليد قرية مغربية تقع في إقليم تاونات بشمال المغرب تحد من الشرق ب تازة وغربا بوعادل وشمالا فناسة باب الحيط وجنوبا طهر السوق، وتعتبر بني وليد منطقة جبلية بامتياز.
وقد أحدثت جماعة بني وليد، بموجب قرار صادر سنة 1956، تم على إثره تعيين أول مجلس عهد إليه بتسيير شؤون الجماعة، وتقع جماعة بني وليد في مقدمة جبال الريف ،ويحدها من الشمال نهر ورغة وهي تبعد عن مقر عمالة إقليم تاونات ب25كلم تصل مساحتها إلى 127.50كلم مربع، في حين يبلغ عدد سكانها 10.324 نسمة حسب الإحصاء العام لسنة 2014 ، ويعتبر جبل ادرنكل الكائن بأولاد يخلف أعلى قمة جبلية في الجماعة إذ يصل ارتفاعه إلى 1300 متر عن سطح البحر .

## التقسيم الترابي
تنقسم الجماعة القروية بني وليد إلى أربع مشياخات و هي.
أ- مشياخة القلعة و تنقسم إلى دواوير : القلعة، الميزاب، عين الحمرة، الزرارقة و واد اللوان.
ب- مشياخة زيامة و تنقسم إلى دواوير الصاف، الطرقية، أمسكير، عين عبدون و القب.
ج- مشياخة تمدغاص و تنقسم إلى دواوير تمدغاص، الرياينة، السكوريين، الشرارطة، حجر قلال، اولاد غزال و أولاد بوتين.
د- مشياخة المحمدة و تنقسم إلى دواوير المحمدة، تامدة و الجويمعة.